# Yevgeniy Achkasov
Yevgeniy Achkasov (ur. 4 grudnia 1985) – uzbecki zapaśnik walczący w stylu klasycznym. Złoty medal na mistrzostwach Azji w 2011. Zajął 24 miejsce na mistrzostwach świata w 2011 roku.